# Lonmay Castle
Lonmay Castle oder Castle of Lonmay ist eine abgegangene Niederungsburg in der Nähe der Einöde Netherton of Lonmay, nördlich des Loch Strathbeg in der Region Buchan in der schottischen Council Area Aberdeenshire. Die Überreste der Burg sind nicht im heutigen Dorf Lonmay, das etwa sechs Kilometer südwestlich liegt. W. Douglas Simpson beschrieb es als eines der „Nine Castles of the Knuckle“, was sich aus der felsigen Landzunge im Nordosten der Grafschaft herleitet.

## Geschichte
Es „könnte eine Motte gewesen sein“. Lange schon ist die Burg aus dem 12. oder 13. Jahrhundert verschwunden und es gibt nur noch sehr wenige Überreste zu finden, die alle unter den stetig wandernden Dünen begraben liegen, die das ehemalige Burggelände verschlungen haben.
Die Burg schützte das Nordufer des Ästuars, das in die Strathbeg Bay floss, bevor diese sich um 1720 schloss und den Loch Strathbeg bildete. Das Südufer dieses Ästuars mit dem Hafen von Starny Keppie und dem Dorf Rattray wurde durch das Castle of Rattray geschützt.
Die Überreste finden sich „in den Dünen (…) am Meer“, aber „alle Steine wurden weggetragen und für den Bau von Bauernhöfen verwendet“, und so ist „außer dem Namen alle Überlieferung betreffs dieses Gebäudes verloren.“